# Progalesaurus
Progalesaurus is een geslacht van basale Therapsida of 'zoogdierachtige reptielen'. Het behoorde tot de onderorde Cynodontia en was een primitief lid van deze groep. Hij leefde in het Vroeg-Trias in Zuid-Afrika in de Lystrosaurus Assemblage Zone. Progalesaurus is bekend van één fossiel van de soort Progalesaurus lootsbergensis, gevonden in de Lystrosaurus Assemblage Zone van de Balfourformatie. Nauwe verwanten van Progalesaurus zijn de galesauriërs Galesaurus en Cynosaurus. Galesauriërs verschenen vlak voor het Perm-Trias uitsterven en verdwenen uit het fossielenbestand in het Midden-Trias.
De naam Progalesaurus is afgeleid van het Grieks, 'pro' betekent voor, 'gale' betekent wezel of kat, en 'saurus' betekent hagedis of reptiel (Sidor en Smith). De naam verwijst naar de verwantschap van Progalesaurus met de meer afgeleide Galesaurus.

## Ontdekking en geschiedenis
Progalesaurus werd oorspronkelijk ontdekt door Roger M. H. Smith in 1998. Het exemplaar werd gevonden in de Sneeuberg bergen in de buurt van New Lootsberg Pass in het Karoobekken van Zuid-Afrika. Progalesaurus werd voor het eerst beschreven in 2004 door Christian A. Sidor en Roger M. H. Smith in hun artikel A New Galesaurid (Therapsida: Cynodontia) From the Lower Triassic of South Africa.
Hoewel er tot nu toe nog geen ander exemplaar van Progalesaurus is gevonden, zijn de bevindingen van Sidor en Smith opgenomen in veel artikelen over het Perm-Trias-extinctieproces, de cynodontendiversiteit en het paleomilieu van Zuid-Afrika.

## Beschrijving
Progalesaurus was een relatief klein zoogdierachtig dier, waarvan de schedel van het holotype 9,35 centimeter lang was. Hij leek waarschijnlijk sterk op zijn vroege cynodonte verwanten, die op vier poten liepen en bedekt waren met vacht.

### Schedel
Progalesaurus heeft, net als Galesaurus, opvallend grote neusgaten in vergelijking met andere vroege cynodonten. De neus wordt uitwendig gevormd door de premaxilla, de maxilla en de nasale. De septomaxilla bevindt zich binnenin de neus, bovenop de verbinding tussen de maxilla en de premaxilla.
De oogkas is anterieur gericht en wordt gevormd door het lacrimale, prefrontale, jukbeen en postorbitale. De postorbitale heeft met name een diep gevorkte achterste rand. Dit kenmerk komt voor bij sommige andere basale cynodonten, maar is zeer variabel.
De bovenkaak vormt een groot deel van de zijkant van het gelaat en is bezaaid met kleine foramina, meestal boven de hoektanden. In deze foramina zaten waarschijnlijk zenuwen en ze werden misschien geassocieerd met snorharen. Het neusbeen is ook bezaaid met kleine foramina.
Progalesaurus heeft een foramen pariëtale, dat wordt gebruikt voor het waarnemen van licht bij bestaande taxa. Achter het foramen pariëtale zijn de pariëtale delen samengesmolten en vormen zo een sagittale kam. De kam versmalt posterieur van het foramen zoals bij Galesaurus en Cynosaurus, en in tegenstelling tot meer afgeleide cynodonten.
Progalesaurus heeft net als Galesaurus, Cynosaurus en Thrinaxodon een grote zygomatische boog. Onder deze boog, in posterieur zicht, ligt een foramen geassocieerd met de buitenste oorbuis. Vergeleken met cynognathiërs zoals Cynognathus of Diademodon is het foramen relatief ondiep.
Progalesaurus heeft geen volledig gevormd secundair verhemelte, dat dient om de luchtweg te scheiden van de voedselopname.

### Gebit
De onderkaak van Progalesaurus lijkt erg op die van Galesaurus, maar de tanden onderscheiden hem van andere cynodonten. Progalesaurus heeft een tandformule van I4/3, C1/1, PC7?/9. De bovenste snijtanden zijn lang en dun, met een ronde doorsnede. De onderste snijtanden zijn korter dan hun bovenste tegenhangers. De snijtanden hebben een ovale dwarsdoorsnede en longitudinale strepen. De randen van de bovenste hoektanden zijn goed genoeg bewaard om te concluderen dat ze geen vertanding hebben, maar de onderste hoektanden zijn niet scherp genoeg om conclusies te trekken over hun vertanding. De onderste hoektanden zijn iets langer dan de bovenste hoektanden.
De hoektanden zijn tot nu toe het meest opvallende kenmerk van Progalesaurus. De teruggebogen hoofdsnijtand lijkt op die van Galesaurus, Cynosaurus en Probelesodon, maar het aantal en de plaatsing van de bijkomende snijtanden zijn uniek. De bovenste hoektanden zijn slecht bewaard gebleven, maar de tanden die goed genoeg bewaard zijn om bijkomende hoektanden te zien, hebben elk ten minste één tand achter de belangrijkste teruggebogen hoektand. De onderste hoektanden zijn extreem goed bewaard gebleven. De tanden worden geleidelijk lager en anteroposterior langer van voor naar achter. Het buccale oppervlak van elke hoektand is glad. De tanden zijn ook licht gebogen zodat de posterior van de ene tand de anterior van de volgende raakt. De posterieure accessoire cuspen van tand 2 en 3 buigen omhoog naar de top van de tand. De 4de tand heeft zowel posterieure bijkomende cuspen als minstens één cusp mesiaal van de hoofdcusp. De 5e tand heeft slechts één accessoire cusp posterior, maar het ontbreken van andere accessoire cusps is waarschijnlijk te wijten aan slijtage. De 6e tot en met de 9e tand hebben meerdere achterste bijkomende cuspen en minstens één mesiale cusp.

### Postcraniaal skelet
Er is heel weinig postcraniaal materiaal bewaard gebleven in het holotype van Progalesaurus. Alleen het rechterschouderblad en de linkerwervelkolom werden gevonden. Elk van deze elementen lijkt sterk op die van Thrinaxodon.

## Fylogenie
Progalesaurus is een galesauride, behorend tot de clade Epicynodontia. Als epicynodont behoort Progalesaurus tot de grotere clade Cynodontia. Cynodontia zijn therapsiden, die op hun beurt behoren tot de grotere groep Synapsida, en de nog bredere Amniota.
|  | Dvinia        |
|  |               |
|  | Procynosuchus |
|  |               |

|  | Galesaurus    |
|  |               |
|  | Progalesaurus |
|  |               |

|              | Platycraniellus                                                 |
|              |                                                                 |
| Eucynodontia | \| \| Cynognathia \| \| \| \| \| \| Probainognathia \| \| \| \| |
|              | \| \| Cynognathia \| \| \| \| \| \| Probainognathia \| \| \| \| |
|              | Cynognathia                                                     |
|              |                                                                 |
|              | Probainognathia                                                 |
|              |                                                                 |

|  | Cynognathia     |
|  |                 |
|  | Probainognathia |
|  |                 |

|              | Platycraniellus                                                 |
|              |                                                                 |
| Eucynodontia | \| \| Cynognathia \| \| \| \| \| \| Probainognathia \| \| \| \| |
|              | \| \| Cynognathia \| \| \| \| \| \| Probainognathia \| \| \| \| |
|              | Cynognathia                                                     |
|              |                                                                 |
|              | Probainognathia                                                 |
|              |                                                                 |

|  | Cynognathia     |
|  |                 |
|  | Probainognathia |
|  |                 |

|  | Galesaurus    |
|  |               |
|  | Progalesaurus |
|  |               |

|              | Platycraniellus                                                 |
|              |                                                                 |
| Eucynodontia | \| \| Cynognathia \| \| \| \| \| \| Probainognathia \| \| \| \| |
|              | \| \| Cynognathia \| \| \| \| \| \| Probainognathia \| \| \| \| |
|              | Cynognathia                                                     |
|              |                                                                 |
|              | Probainognathia                                                 |
|              |                                                                 |

|  | Cynognathia     |
|  |                 |
|  | Probainognathia |
|  |                 |

|              | Platycraniellus                                                 |
|              |                                                                 |
| Eucynodontia | \| \| Cynognathia \| \| \| \| \| \| Probainognathia \| \| \| \| |
|              | \| \| Cynognathia \| \| \| \| \| \| Probainognathia \| \| \| \| |
|              | Cynognathia                                                     |
|              |                                                                 |
|              | Probainognathia                                                 |
|              |                                                                 |

|  | Cynognathia     |
|  |                 |
|  | Probainognathia |
|  |                 |

|  | Dvinia        |
|  |               |
|  | Procynosuchus |
|  |               |

|  | Galesaurus    |
|  |               |
|  | Progalesaurus |
|  |               |

|              | Platycraniellus                                                 |
|              |                                                                 |
| Eucynodontia | \| \| Cynognathia \| \| \| \| \| \| Probainognathia \| \| \| \| |
|              | \| \| Cynognathia \| \| \| \| \| \| Probainognathia \| \| \| \| |
|              | Cynognathia                                                     |
|              |                                                                 |
|              | Probainognathia                                                 |
|              |                                                                 |

|  | Cynognathia     |
|  |                 |
|  | Probainognathia |
|  |                 |

|              | Platycraniellus                                                 |
|              |                                                                 |
| Eucynodontia | \| \| Cynognathia \| \| \| \| \| \| Probainognathia \| \| \| \| |
|              | \| \| Cynognathia \| \| \| \| \| \| Probainognathia \| \| \| \| |
|              | Cynognathia                                                     |
|              |                                                                 |
|              | Probainognathia                                                 |
|              |                                                                 |

|  | Cynognathia     |
|  |                 |
|  | Probainognathia |
|  |                 |

|  | Galesaurus    |
|  |               |
|  | Progalesaurus |
|  |               |

|              | Platycraniellus                                                 |
|              |                                                                 |
| Eucynodontia | \| \| Cynognathia \| \| \| \| \| \| Probainognathia \| \| \| \| |
|              | \| \| Cynognathia \| \| \| \| \| \| Probainognathia \| \| \| \| |
|              | Cynognathia                                                     |
|              |                                                                 |
|              | Probainognathia                                                 |
|              |                                                                 |

|  | Cynognathia     |
|  |                 |
|  | Probainognathia |
|  |                 |

|              | Platycraniellus                                                 |
|              |                                                                 |
| Eucynodontia | \| \| Cynognathia \| \| \| \| \| \| Probainognathia \| \| \| \| |
|              | \| \| Cynognathia \| \| \| \| \| \| Probainognathia \| \| \| \| |
|              | Cynognathia                                                     |
|              |                                                                 |
|              | Probainognathia                                                 |
|              |                                                                 |

|  | Cynognathia     |
|  |                 |
|  | Probainognathia |
|  |                 |

## Paleobiologie
Vroege cynodonten zoals Progalesaurus hadden waarschijnlijk grote nesten, omdat meer afgeleide cynodonten zoals de tritylodontiden zijn gevonden met nesten die veel groter zijn dan die van de huidige zoogdieren. Vroege cynodonten met jongen zijn ook bewaard gebleven, wat er op wijst dat ze na de geboorte of het uitkomen van de jongen ouderlijke zorg aan hun jongen hebben geboden.
Progalesaurus was waarschijnlijk een graver, want nauw verwante taxa zoals Thrinaxodon en Galesaurus zijn gevonden in zelfgemaakte holen. Het graven van holen hielp de cynodonten uit het Trias waarschijnlijk om de barre bovengrondse omstandigheden te ontlopen kort na de Perm-Trias uitstervingsgolf. Vroege cynodonten zijn zelfs gevonden in holen met andere diersoorten, wat erop wijst dat ze mogelijk zelfs met elkaar samenleefden.
Op basis van de tandvorm denken paleontologen dat vroege cynodonten zoals Progalesaurus insecteneters en carnivoren waren. Coprolieten, of gefossiliseerde uitwerpselen, van cynodonten zijn ook gevonden en kunnen worden gebruikt om hun eetgewoonten te onderzoeken. Eén coproliet van een 240 miljoen jaar oude cynodont bevatte zelfs eitjes van parasitaire nematoden, het vroegste bewijs van spoelwormen dat ooit is gevonden.

## Paleomilieu
Progalesauriërs leefden kort na de verwoestende Perm-Trias uitsterving in het huidige Zuid-Afrika. Andere cynodonten en mogelijk zelfs andere galesauriden als Cynosaurus, overschreden de uitstervingsgrens. Cynodonten hebben de massa-extinctie mogelijk overleefd dankzij hun graafgedrag, omdat ze door grotendeels ondergronds te leven misschien al voorbereid waren op de hoge koolstofdioxide- en lage zuurstofniveaus tijdens de uitsterving. De cynodonte diversiteit nam relatief snel toe na het uitsterven.
Het Vroeg-Trias was een van de heetste periodes in de geschiedenis van de aarde, maar het klimaat in de gebieden waar cynodonten zijn ontdekt was gematigder. Er heersten hoge koolstofdioxideniveaus in de atmosfeer. In het Karoobekken, waar Progalesaurus werd ontdekt, zijn er aanwijzingen dat het gebied een gematigd vochtig open bosgebied was.
In het Vroeg-Trias van Zuid-Afrika werd Progalesaurus vergezeld door 'overlevingsfauna' en 'herstelfauna'. Enkele voorbeelden van (gewervelde) overlevingsfauna, dieren die de grens van uitsterven overschreden, zijn Lystrosaurus, Tetracynodon, Moschorhinus en Ictidosuchoides. Tot de herstelfauna behoren kleine amfibieën zoals Micropholis, galesauriden, sommige procolophonoïden en sommige archosauromorfen als Proterosuchus.

## Ecologie
Progalesaurus was niet de enige cynodont in de Lystrosaurus Assemblage Zone. Trirachodon, Thrinaxodon, Galesaurus en Lumkuia leefden samen en concurreerden misschien zelfs met Progalesaurus. De nauw verwante groep van de Therocephalia kwam hier ook met een aantal geslachten voor. Ericiolacerta, Bauria, Pristerognathus, Scaloposaurus, Moschorhinus en Euchambersia waren vijand of prooi van primitieve Cynodontia. De Therocephalia en de Cynodontia leken misschien op elkaar, maar ze waren niet hetzelfde. De Cynodontia omvatten de zoogdieren en zelfs basale vormen leken hier ook meer op. Deze twee groepen waren niet de enige 'zoogdierachtige reptielen'. De Lystrosaurus Assemblage Zone is vernoemd naar de meest voorkomende therapside aller tijden (zoogdieren niet meegerekend): Lystrosaurus. Het was de enige diconodontiër in deze tijd, maar zijn populatie was groter dan die van alle eerder in dit lemma opgenoemde soorten bij elkaar. Lystrosaurus was de prooi voor vele dieren in dit gebied. Progalesaurus heeft vermoedelijk gejaagd op jonge en misschien zelfs volwassen exemplaren van Lystrosaurus. Progalesaurus leefde in een tijd waarin de eerste Archosauria begonnen te floreren. Carnivore geslachten als Proterosuchus, Chasmatosaurus en Euparkeria waren misschien concurrenten of zelfs vijanden van Progalesaurus. Progalesaurus en andere carnivoren maakten behalve op Lystrosaurus en elkaar ook jacht op de archosauriër Mesosuchus. Al deze Amniota werden vergezeld door amfibieën zoals de rhinesuchide Uranocentrodon, de plagiosauride Laidleria en vele soorten vissen.